# USS 포르퍼스 (SS-7)
USS 포르퍼스 (SS-7)는 미 해군의 초기 잠수함으로, 플런저급 잠수함의 하나이다. 포르퍼스라는 이름이 사용된 함선은 이 잠수함이 3번째이다. 후에 함명이 A-6으로 변경되었다.